# Cayos de la Florida

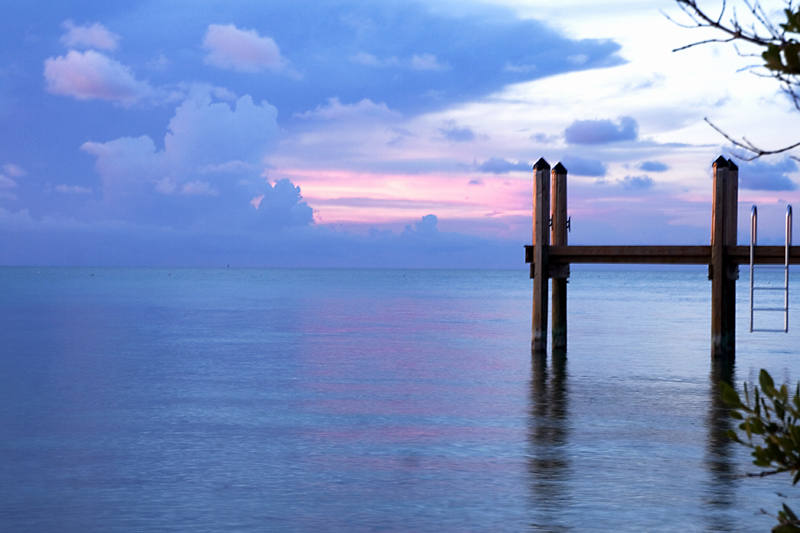
Muelle al anochecer.

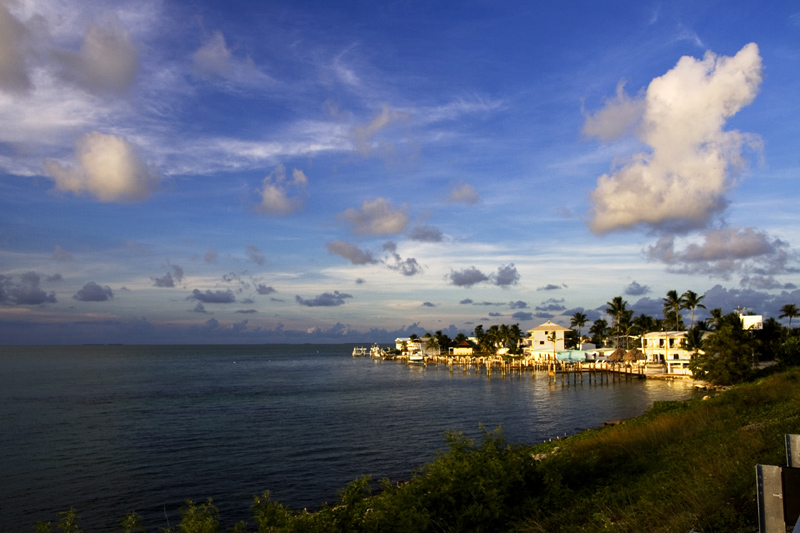
Balneario cerca de Marathon, Cayos de la Florida.

Los Cayos de la Florida son un archipiélago de alrededor de 1700 islas (cayos) situado al sur de la costa de Florida, Estados Unidos. Los cayos comienzan alrededor de unas 15 millas al sur de Miami y se extienden unos 320 km en un arco con dirección sursudoeste y luego hacia el oeste hasta Cayo Hueso (Key West), la última de las islas habitadas.
Las islas se encuentran a lo largo del estrecho de la Florida, formando una barrera natural que divide el océano Atlántico, al este, del golfo de México, al oeste. El extremo sur de Cayo Hueso está solamente a unos 151 km de Cuba. El área total terrestre es de 355,6 km². Según el censo del año 2000, la población era de 79 535 habitantes, con una densidad de población de 223.66/km² (579.27/mi²), a pesar de que la mayor parte de la población está concentrada en algunas pocas áreas de mucho más densidad, como Cayo Hueso (Key West), que cuenta con un 32 % de la población total de los Cayos.
Los Cayos de la Florida son una de los destinos más populares para turistas estadounidenses, gracias a la combinación de cercanía al país y playas maravillosas.
A unos pocos kilómetros, se sitúa el Arrecife de la Florida.